# 나의 밤은 당신의 낮보다 아름답다
《나의 밤은 당신의 낮보다 아름답다》(My Nights Are More Beautiful Than Your Days, 프랑스어: Mes nuits sont plus belles que vos jours)는 1985년 동명의 소설에 기반한 안제이 주와프스키 감독, 각본의 1989년 프랑스의 드라마 영화이다. 루카스와 블랑시는 서로 홀연히 사랑에 빠졌으나 종말에는 둘 다 위험에 처하며 삶이 끝나게 된다.

## 출연
- 소피 마르소: 주연
- 자크 뒤트롱: 주연
- 기유 콘셀
- 발레리 라그랑
- 가이 디 리고
- 로레 킬링
- 마이클 골드맨
- 이자벨 일리에르
- 미리암 메지어레스
- 로익 이븐
- 사디 르보
- 프랑수아 쇼멧
- 장 돌랑드
- 안드레 하버